# Saint-Vaast-lès-Mello
Saint-Vaast-lès-Mello ist eine französische Gemeinde mit 1.009 Einwohnern (Stand: 1. Januar 2022) im Département Oise in der Region Hauts-de-France (bis 2015: Picardie). Sie gehört gehört zum Arrondissement Senlis und zum Kanton Montataire. Die Einwohner werden Saint-Vaastois genannt.

## Geografie
Die Gemeinde Saint-Vaast-lès-Mello liegt am Fluss Thérain am Ostrand der Landschaft Vexin, sechs Kilometer westlich von Creil. Umgeben wird Saint-Vaast-lès-Mello von den Nachbargemeinden Rousseloy im Nordwesten und Norden, Laigneville im Norden und Nordosten, Nogent-sur-Oise im Osten, Montataire im Osten und Südosten, Cramoisy im Südosten und Süden, Maysel im Süden und Südwesten sowie Mello im Westen.

## Bevölkerungsentwicklung
| Jahr                       | 1962 | 1968  | 1975 | 1982 | 1990 | 1999 | 2006 | 2013 | 2021 |
| Einwohner                  | 973  | 1.032 | 925  | 782  | 778  | 822  | 882  | 1088 | 1033 |
| Quellen: Cassini und INSEE |      |       |      |      |      |      |      |      |      |

## Sehenswürdigkeiten
- Kirche Saint-Vaast aus dem 12./13. Jahrhundert, Monument historique seit 1906
- Kapelle Saint-Nicolas in Barisseuse

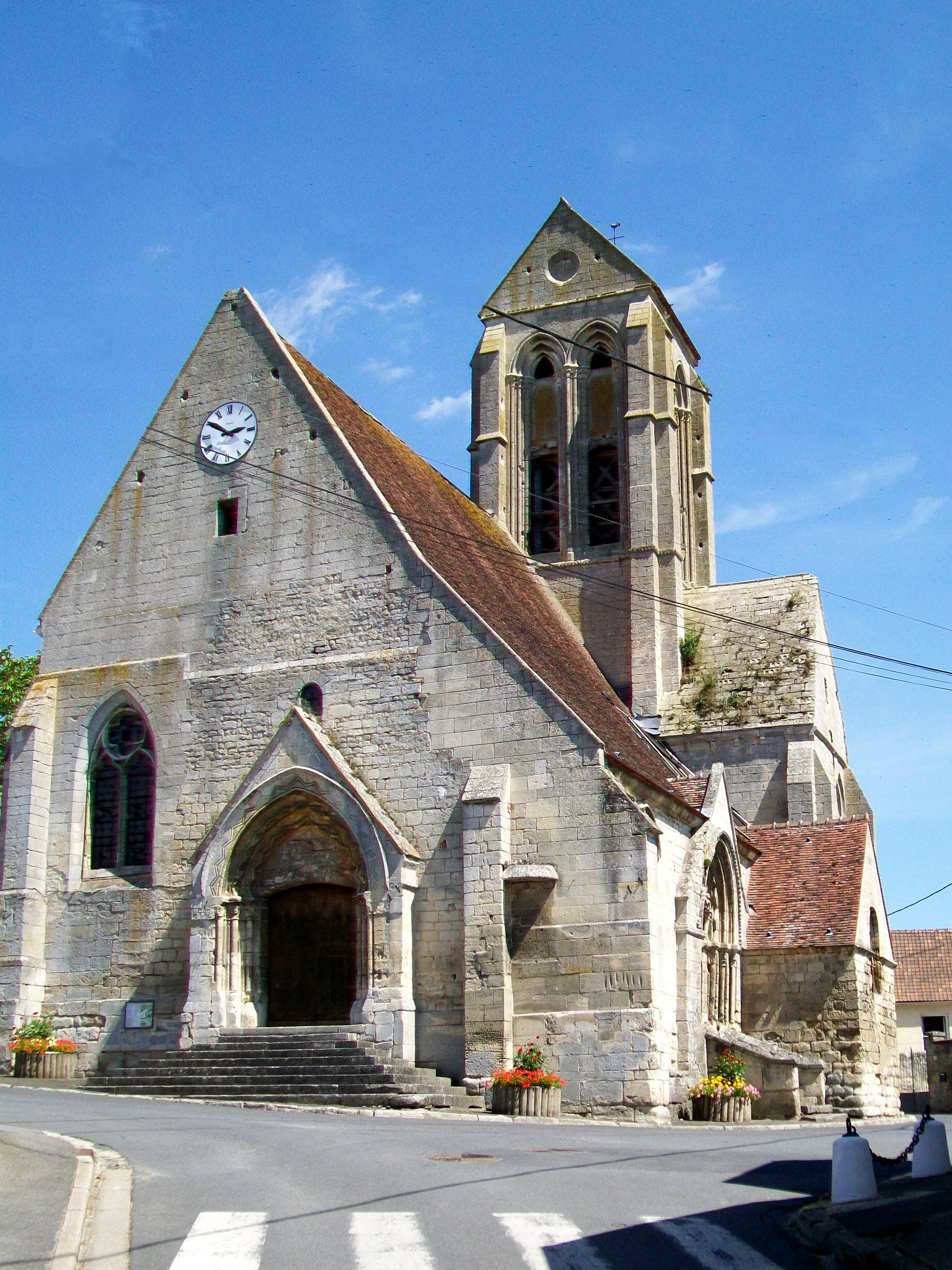
Kirche Saint-Vaast
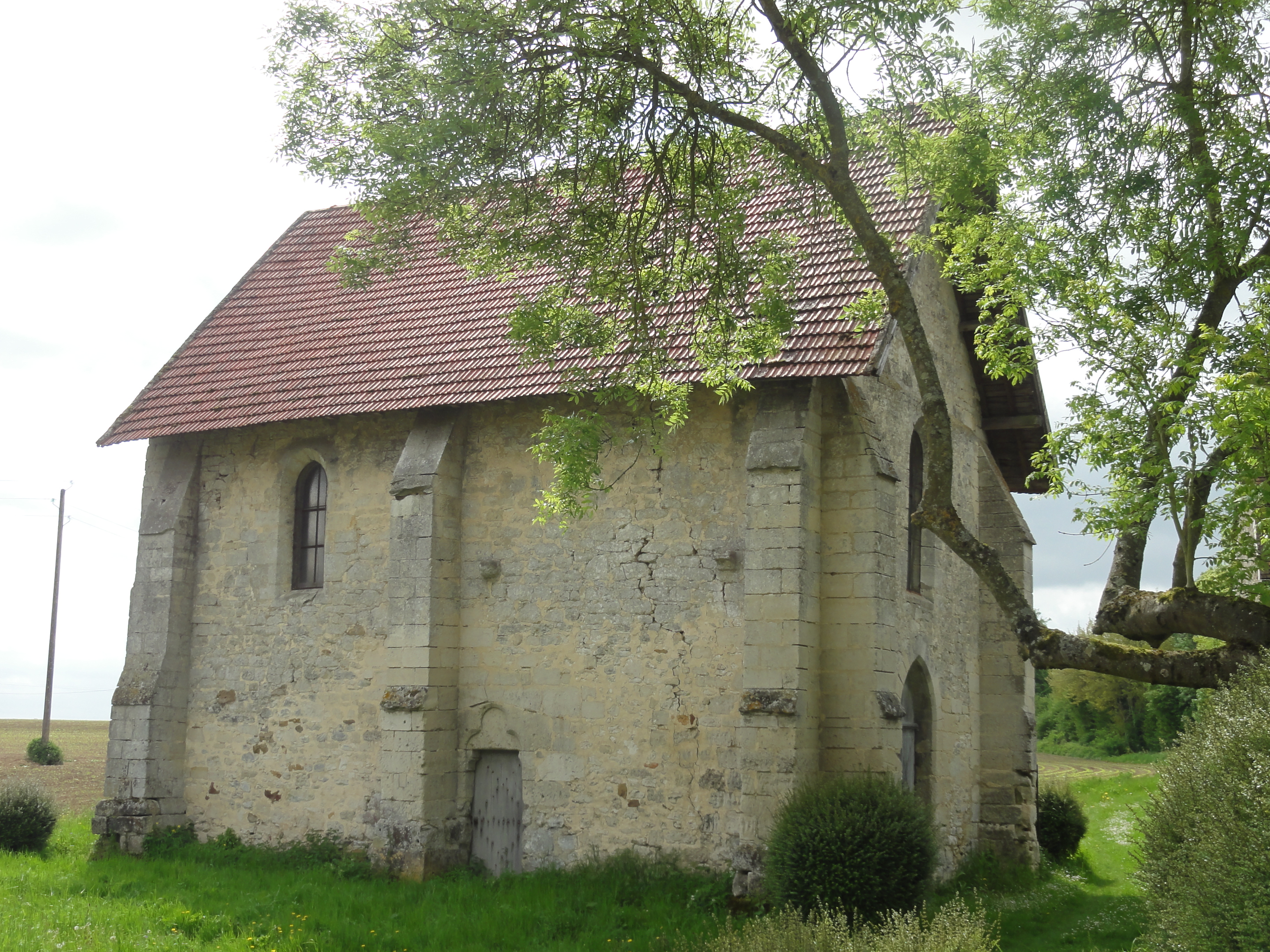
Kapelle Saint-Nicolas
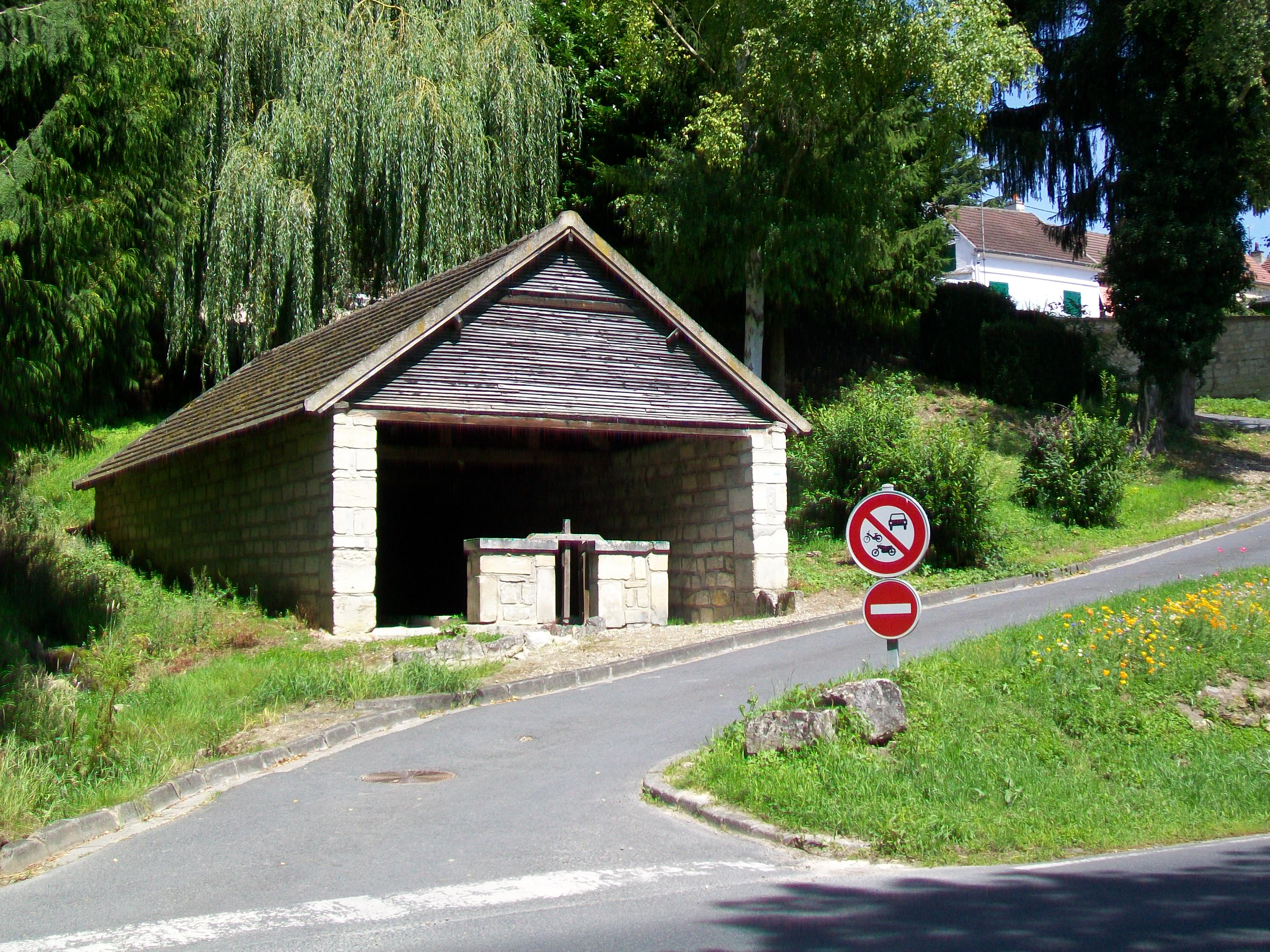
Lavoir